# Julian Vogel
Julian Vogel (* 16. November 1985 in Frankfurt am Main) ist ein deutscher Filmregisseur, Drehbuchautor und Kameramann.

## Karriere
Vogel wurde in Frankfurt am Main geboren und studierte Filmwissenschaft an der Freien Universität Berlin, der Filmakademie Baden-Württemberg und La Fémis. In seinem ersten Kurzfilm Tilman im Paradies beschäftigte er sich 2011 mit einem Freier, der sich in eine Prostituierte verliebt. Sein Kurzfilm Dalila wurde beim Filmfest Dresden in der Kategorie Bester Dokumentar-Kurzfilm nominiert. Als einer von sechzehn Regisseuren war er Teil des Fernsehfilms 16 × Deutschland.
Besondere Aufmerksamkeit erlangte seine Filmtrilogie Einzeltäter, in der er sich mit den Angehörigen von Opfern rechter Anschläge beschäftigte. Die einzelnen Filme sind nach dem Anschlag in München, dem Anschlag in Halle und dem Anschlag in Hanau benannt. Die Reihe wurde mit dem Deutschen Fernsehpreis ausgezeichnet und unter anderem für den Grimme-Preis nominiert. Die Filme wurden im 3sat und beim ZDF im Programm gezeigt. Vogel gab an, mit den Filmen den Opfern eine Stimme geben zu wollen. Auch habe ihn die ähnlichen Täterprofile interessiert und dass die Angehörigen meist sehr spät von den rassistischen Hintergründen erfahren hätten.
Im Jahr 2024 inszenierte er mit Johannes Büttner den Dokumentarfilm Soldaten des Lichts, am 6. April 2025 auf dem Visions du Réel Premiere feiern wird. Zudem ist er dafür auf dem DOK.fest München für den Produzentenpreis nominiert. Im Film geht es um den spirituellen Heiler Mike Raws, der dem rechten Spektrum zugerechnet wird, und um den Influencer Timo, der seine Halluzinationen mit Nahrungsergänzungsmitteln heilen will.

## Filmografie (Auswahl)
- 2011: Tilman im Paradies (Kurzfilm, Regie, Buch)
- 2012: Dalila (Kurzfilm, Regie)
- 2013: Palast (Regie, Buch)
- 2013: 16 × Deutschland (Regie, Buch)
- 2016: Flo’s Pictures (Regie, Buch)
- 2023: Einzeltäter Teil 1: München (Regie, Buch, Kamera)
- 2023: Einzeltäter Teil 2: Halle (Regie, Buch, Kamera)
- 2023: Einzeltäter Teil 3: Hanau (Regie, Buch, Kamera)
- 2025: Soldaten des Lichts (Regie, Buch, Kamera, Produzent)

## Auszeichnungen (Auswahl)
- 2013: Filmfest-Dresden-Nominierung in der Kategorie Bester Dokumentar-Kurzfilm für Dalila
- 2023: DOK.fest-Nominierung im Hauptwettbewerb für Einzeltäter Teil 1: München
- 2024: Grimme-Preis-Nominierung in der Kategorie Information & Kultur für Einzeltäter
- 2024: Deutscher Fernsehpreis in den Kategorien Beste Dokuserie für Einzeltäter und Beste Kamera beim Dokumentarfilm für Einzeltäter Teil 1: München
- 2025: DOK.fest-Nominierung für den VFF Dokumentarfilm-Produktionspreis für Soldaten des Lichts